# Hauari
Hauari (em árabe: الهواري; romaniz.: al-Hawwārī) é uma cidade do sudeste da Líbia, do distrito de Cufra. Segundo censo de 2012, havia 3 085 residentes.